# Sprakel (Anderlingen)
Sprakel ist ein Ortsteil der Gemeinde Anderlingen (Samtgemeinde Selsingen) im niedersächsischen Landkreis Rotenburg (Wümme). 

## Geografie und Verkehrsanbindung
Sprakel liegt nordöstlich des Kernortes Anderlingen. Unweit südlich verläuft die Kreisstraße K 109.

## Geschichte
Am 1. März 1974 wurde Sprakel nach Anderlingen eingemeindet.